# Jean Mabire

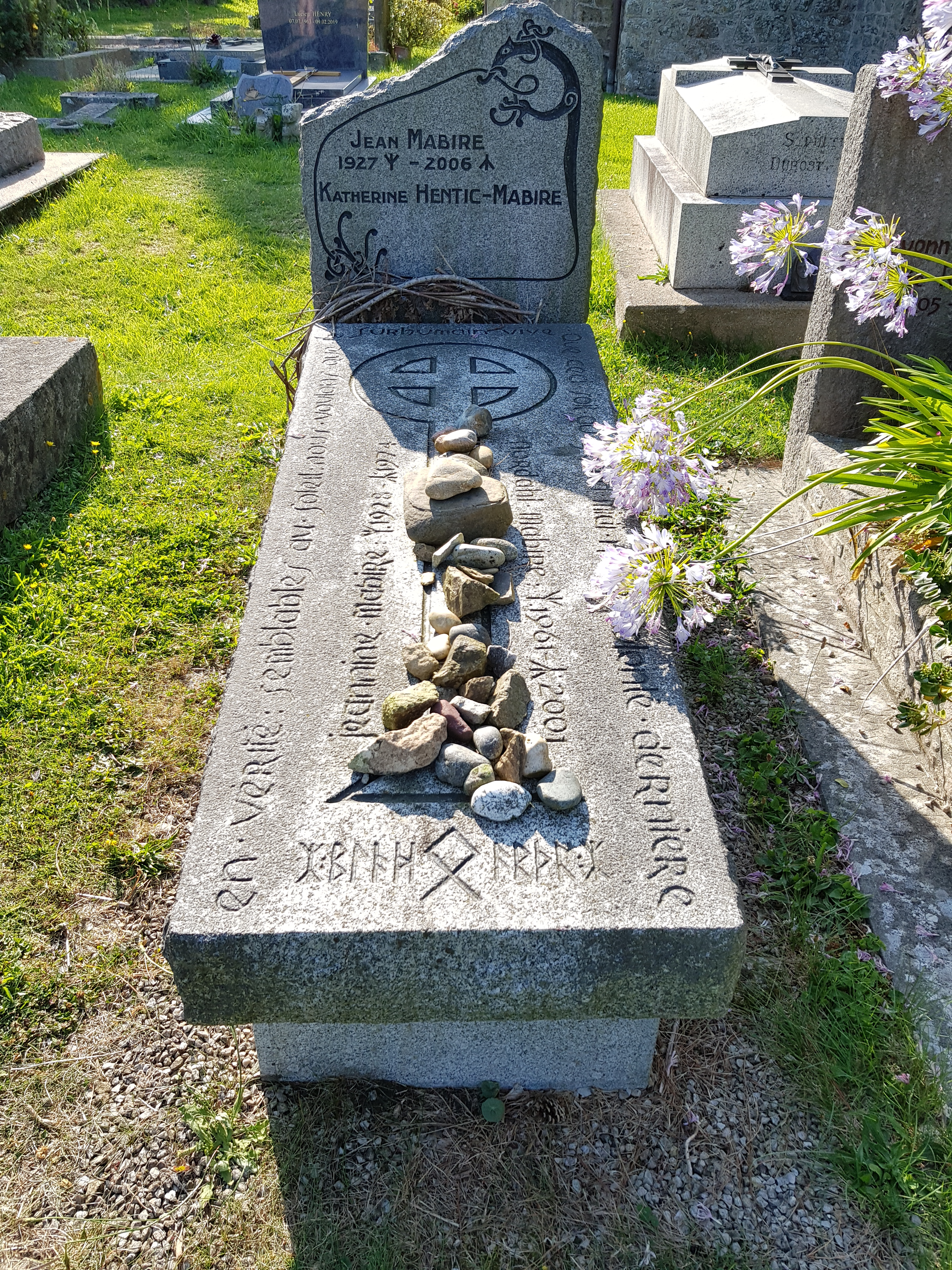
Grobowiec Jeana Mabire i jego żony Katherine na cmentarzu Éculleville

Jean Mabire (ur. 8 lutego 1927 w Paryżu, zm. 29 marca 2006 w Saint-Malo) – francuski publicysta, pisarz i działacz polityczny skrajnej prawicy, zwolennik regionalizmu, przywódca Ruchu Normandzkiego
Jego rodzina pochodziła z Normandii. Ukończył Collège Stanislas, a następnie l’École nationale supérieure des arts appliqués et des métiers d’art w Paryżu. Podczas studiów działał w Unii Narodowej Studentów Francji (UNEF). Działalność polityczną rozpoczął pod koniec lat 40. W latach 1949–1955 redagował pismo regionalistyczne „Viking”. W międzyczasie od października 1950 r. do października 1951 r. brał udział w walkach w Algierii jako oficer 1 batalionu spadochronowego. W 1958 r. ponownie został zmobilizowany do armii. Do października 1959 r. w stopniu kapitana walczył w wojnie algierskiej w 12 batalionie strzelców alpejskich. Został odznaczony Croix de la Valeur militaire i Croix du combattant. Po powrocie do Francji powrócił do działalności publicystycznej. Artykuły jego autorstwa ukazywały się w różnych pismach, m.in. „La Presse de la Manche”, „Historia”, „Défense of the Occident”, „L’Esprit public”, „Europe-Action”. Deklarował się wówczas jako socjalista europejski. W latach 60. związał się ze skrajną prawicą. Wraz z deputowanym Pierre’em Godefroyem i działaczem skrajnej prawicy Didierem Patte współtworzył Unię Regionu Normandzkiego. W 1968 r. był jednym z założycieli Grupy Badawczej i Naukowej nad Cywilizacją Europejską (GRECE), zaś w 1971 r. – Ruchu Normandzkiego. W magazynie „National-Hebdo” prowadził kronikę literacką. Współtworzył pismo „Nouvelle revue d’histoire”. Od 1982 r. mieszkał w Saint-Malo w Normandii. Napisał przeszło 50 książek, w tym trylogię „La Brigade Frankreich”, „La Division Charlemagne” i „Mourir à Berlin”, opisującą losy Francuzów w Waffen-SS podczas II wojny światowej. Wiele jego książek dotyczyło Normandii i Normanów. Z dużą krytyką spotkały się książki poświęcone SS i III Rzeszy jako wybielające tą zbrodniczą organizację i rehabilitujące nazizm.